# Luigi Roncaglia
Luigi Roncaglia (Roverbella, 10 giugno 1943) è un ex pistard e ciclista su strada italiano.
Tra i dilettanti fu vicecampione olimpico nell'inseguimento a squadre ai Giochi di Tokyo 1964 (quando la squadra italiana fu sconfitta per 7 centesimi dalla Germania) e medaglia di bronzo ai Giochi di Città del Messico 1968, nonché campione del mondo di specialità nel 1966 e 1968. Fu poi professionista nel 1969 e 1970.

## Piazzamenti

### Grandi Giri
- Giro d'Italia

1969: ritirato

### Competizioni mondiali
- Campionati del mondo su pista

San Sebastián 1965 - Inseguimento a squadre: 2º
Francoforte 1966 - Inseguimento a squadre: vincitore
Amsterdam 1967 - Inseguimento a squadre: 2º
Roma 1968 - Inseguimento a squadre: vincitore
- Giochi olimpici

Tokyo 1964 - Inseguimento a squadre: 2º
Città del Messico 1968 - Inseguimento a squadre: 3º